# Moscow Stars
Moscow Stars ist ein russisches Radsportteam.
Die Mannschaft wurde 2005 unter dem Namen Omnibike Dynamo Moscow gegründet. 2007 fuhr sie unter dem Namen Moscow Stars als Continental Team und nahm hauptsächlich an Rennen der UCI Europe Tour teil. Manager ist Alexei Siwakow, und als Sportliche Leiter unterstützten ihn Gleb Groisman, Alexander Tolkatschow und Andrei Toporischtschew.

## Erfolge 2007
| Datum         | Rennen                            | Sieger         |
| 2. März       | 1. Etappe Drei Tage von Vaucluse  | Juri Trofimow  |
| 4. März       | 2. Etappe Drei Tage von Vaucluse  | Andrei Kljujew |
| 18. März      | Paris–Troyes                      | Juri Trofimow  |
| 25. März      | La Roue Tourangelle               | Juri Trofimow  |
| 29. März      | 4. Etappe Normandie-Rundfahrt     | Andrei Kljujew |
| 7. April      | La Boucle de l’Artois             | Andrei Kljujew |
| 22. April     | 2. Etappe Grand Prix of Sochi     | Alexei Schmidt |
| 21.–25. April | Gesamtwertung Grand Prix of Sochi | Alexei Schmidt |
| 5. Mai        | 1b. Etappe Five Rings of Moscow   | Alexei Schmidt |
| 7. Mai        | 3. Etappe Five Rings of Moscow    | Waleri Walynin |

## Team 2007
| Name                  | Geburtstag        | Nationalität | Team 2008                  |
| --------------------- | ----------------- | ------------ | -------------------------- |
| Wassili Chatunzew     | 11. Februar 1985  | Russland     |                            |
| Andrei Kljujew        | 13. Juni 1987     | Russland     | Moscow (2009)              |
| Pawel Korsch          | 15. Juli 1987     | Russland     |                            |
| Roman Maximow         | 2. März 1988      | Russland     | Cycling Team Friuli        |
| Dmitri Medwedew       | 17. Juni 1987     | Russland     |                            |
| Sergei Nuschonkin     | 17. März 1988     | Russland     |                            |
| Konstantin Ponomarjow | 1. Januar 1981    | Russland     |                            |
| Ildar Sakirow         | 15. Mai 1987      | Russland     | Moscow (2009)              |
| Iwan Seledkow         | 5. Januar 1983    | Russland     | Rietumu Bank-Riga          |
| Alexei Schmidt        | 17. April 1983    | Russland     | Katjuscha Continental Team |
| Sergei Schtscherbakow | 21. Juli 1987     | Russland     | Moscow (2009)              |
| Ilja Syrzew           | 16. November 1987 | Russland     | Moscow (2009)              |
| Juri Trofimow         | 26. Januar 1984   | Russland     | Bouygues Télécom           |
| Alexei Ussow          | 1. Februar 1985   | Russland     |                            |
| Sergei Walynin        | 10. März 1988     | Russland     | Moscow (2009)              |
| Waleri Walynin        | 10. Dezember 1986 | Russland     | Katjuscha Continental Team |
| Wjatscheslaw Wilkow   | 11. Mai 1985      | Russland     |                            |
| Denis Woronzow        | 24. Mai 1986      | Russland     |                            |

## Platzierungen in UCI-Ranglisten
UCI Africa Tour
| Saison | Mannschaftswertung | Fahrerwertung |
| ------ | ------------------ | ------------- |
| 2007   | 9.                 |               |

UCI Europe Tour
| Saison | Mannschaftswertung | Fahrerwertung          |
| ------ | ------------------ | ---------------------- |
| 2006   | 3.                 | Sergei Kolesnikow (4.) |
| 2007   |                    |                        |